# Mýtus
Mýtus (řecky μύθος, vyprávění) je „symbolické vyprávění vyjadřující víru v plnost a celistvost nadčasového řádu“, typicky báje, tradiční, obvykle anonymní epický útvar, který dává odpovědi, aniž klade otázky. Vznikl totiž v neproblematickém světě, kde pro individuální tázání a pochybnosti nebylo místo. Je to tradovaný příběh (řetězec příběhů či vyprávění), které nesdělují informace, nýbrž vyvolávají prostřednictvím obrazů dojem hlubšího porozumění celku světa nebo nějaké jeho podstatné části v jejich významu pro lidský život.
Mýtus patří mezi rozhodující pojmy psychologie a sociologie, bez nichž nelze pochopit komplexní fungování mnoha systémů.
V soudobém hovorovém jazyce se slovo „mýtus“ povrchním způsobem používá též pro takzvanou fámu neboli všeobecně rozšířenou nepravdu, vymyšlené tvrzení bez dostatečných důkazů, což škodlivě odvádí pozornost od jeho závažné podstaty.

## Původ
Řecké mythos původně znamená řeč a vyprávění, zejména o dávné minulosti. Tradiční vyprávění, která se často zpívala nebo recitovala při velkých slavnostech a tvořila společný majetek nějakého kmene nebo skupiny, jsou známé téměř ze všech starých kultur. Jejich tématem byl často počátek světa, založení města, původ slavností nebo institucí, ne ovšem s historickým nebo vědeckým záměrem, ale jako potvrzení společné a pro všechny závazné zkušenosti, která má význam pro současný život. Podle M. Eliada bylo slavnostní připomínání počátků součástí každoroční obnovy společenství, které se tak snažilo zbavit nánosu viny a nezdarů, které přinesl minulý rok, a vrátit se tak k původní čistotě tak, jako se každoročně obnovuje příroda. Podle R. A. Rapaporta mýtus původně doprovázel společný rituál a teprve později se od něho oddělil, takže se mohl vyprávět i mimo slavnost a nakonec zapsat.

## Kritika mýtu
Přesvědčivost a působivost mýtů ohrozilo, když se dva různé soubory mýtů střetly – například v setkání s jinou kulturou a zejména při vzniku měst, kam se lidé stěhovali z různých kulturních prostředí. Kritika mýtů vznikla patrně v „osové době“ (K. Jaspers) kolem poloviny prvního tisíciletí př. n. l., současně s větším důrazem na jednotlivou osobu, její vnitřní život a budoucnost. V Řecku touto kritikou začíná filosofie, která chce dosáhnout pravého, jistého a všem společného poznání prostřednictvím rozumu a logu. Britský filosof Alan Watts používal slovo mýtus v definici „obraz, prostřednictvím kterého se snažíme dát světu význam“.
V židovské kultuře se v tomto období posunul důraz od tradovaných příběhů k Mojžíšovu Zákonu (Tóře), který zavazuje každého jednotlivě a klade na něho určité mravní nároky. Zákon není lidská tradice, nýbrž zjevení Hospodinovo, nutně platné pro každého člověka vůbec.
Tento odmítavý postoj k mýtům převzalo křesťanství a nahradilo je představou „dějin spásy“, Božího působení ve světě, které začíná stvořením, vrcholí v Ježíši Kristu a směřuje ke konečnému soudu. Židovskou a křesťanskou kritiku mýtu převzalo osvícenství, obrátilo ji ale i proti biblickému vyprávění a snažilo se založit porozumění světu na racionálním a později vědeckém poznání.
V křesťanské teologii se kritika biblických vyprávění jako „mýtů“ objevila už koncem 18. století, výslovný program demytologizace vyhlásil německý protestantský teolog Rudolf Bultmann. Inspirován filosofií existence M. Heideggera se snažil vyložit nadpřirozené a zázračné momenty biblických vyprávění jako šifrovaná vyjádření vnitřní zkušenosti a existenciálních obsahů.

## Znovuobjevení mýtu
Už silně racionální podoba křesťanství, jež vznikla koncem středověku, podobně jako racionální podoba talmudického židovství, však mnoho lidí nemohla uspokojit, protože v ní nebylo místo pro nic jedinečného, pro lidský cit a tajemství. Východiskem se stala nejprve křesťanská mystika nebo v židovském prostředí chasidismus, a koncem 18. století začali spisovatelé i myslitelé objevovat kouzlo dávných mýtů, bájí a lidových pohádek (Johann Gottfried Herder, Johann Wolfgang Goethe, Walter Scott). K dalšímu oživení zájmu o mýty přispěli etnologové a sběratelé lidových vyprávění během 19. století a ve 20. století se řada autorů snažila brát obsahy tradičních mýtů vážně, například jako symbolická vyjádření vnitřních zkušeností a psychologických stavů (Carl Gustav Jung a jeho následovníci).
V téže době se projevil význam mýtů pro politickou mobilizaci národů a jiných skupin – v českém prostředí to byl například tak zvaný Rukopis královédvorský nebo Jiráskovy „Staré pověsti“. V průběhu 20. století vznikly dokonce pokusy vytvořit „umělé mýty“ jako strhující politické programy k čistě politickým a mocenským účelům – například nacistický mýtus árijské rasy nebo komunistický mýtus osvobození dělnické třídy.

## Současné hodnocení
Mýtus a mýty hrají i v současné literatuře, v psychologii a ve filosofii důležitou roli. Místo příkrého protikladu mezi logem a mýtem, mezi vyprávěním a racionálním poznáním, jak jej vytvořila filosofie a osvícenský racionalismus, se dnes spíše zdůrazňuje, že i mýtus má své nezastupitelné poslání. Odpovídá lidské potřebě důvěrné blízkosti a jistého souladu mezi jednotlivcem, společností a přírodou, potřebě obrazů, příběhů a vyprávění, které neslouží k lepšímu ovládání světa, nýbrž pomáhají člověku, aby se ve světě mohl cítit doma. Mýtus ovšem nemůže racionální poznání nahradit a naopak - protože sám žádné kontrolní mechanismy nemá a může být nástrojem masové manipulace - potřebuje racionální kritiku.

## Typologie mýtů
Studiem skutečných mýtů jako tradičních vyprávění, která legitimovala společenské uspořádání a instituce, se zabývá kulturní antropologie. Podle obsahového zaměření se tak rozlišují:
- kosmogonické mýty (z řec. kosmos, svět a gonia, zrození), které vyprávějí o vzniku a počátcích světa;
- antropogonické mýty (z řec. anthropos, člověk a gonia, zrození), které vyprávějí o původu, zrození či stvoření člověka;
- aitiologické mýty (z řec. aitia, příčina), které vysvětlují původ různých svátků, zvyků a institucí a potvrzují tak jejich oprávněnost;
- soteriologické mýty (z řec. sótér, zachránce) o záchraně a zachráncích;
- eschatologické mýty (z řec. ta eschata, poslední věci), které předkládají obrazné vylíčení budoucnosti, případně konce světa.

Soustava mýtů a mytických postav určité skupiny nebo kultury tvoří její mytologii.
Zábavnější a méně závaznou formu mýtu představují lidové pohádky, které obraznou formou a jaksi mimochodem podávají specifické náhledy na povahu lidského života a zprostředkovávají důležité životní zkušenosti. Studiu pohádek se ve 20. století věnovala řada badatelů, zejména strukturalistické školy (například lingvista Vladimir Jakovlevič Propp nebo psycholog Bruno Bettelheim).